# Disputes territorials entre l'Índia i Nepal
Les disputes territorials entre l'Índia i Nepal inclouen les àrees de Kalapani: Nepal afirma que el riu a l'oest de Kalapani és el principal riu Kali, d'aquí pertany a Nepal. Però Índia insisteix que el riu a l'est de Kalapani és el principal riu Kali. El riu limita amb la zona de Mahakali nepalesa i l'estat indi d'Uttarakhand. El Tractat de Sugauli signat per Nepal i l'Índia Britànica el 4 de març de 1816 situa el riu Kali com la frontera occidental de Nepal amb l'Índia. Els mapes posteriors realitzats pels topògrafs britànics mostren l'origen del riu límit en diferents llocs. Aquesta discrepància a l'hora de localitzar la font del riu va provocar disputes frontereres entre Índia i Nepal, amb cada país produint mapes que recolzaven les seves pròpies reclamacions. El riu Kali passa per una zona que inclou una àrea de 400 km de conflicte al voltant de la font del riu, tot i que la mida exacta de la zona controvertida varia de font a font. Kalapani ha estat controlat per les forces de seguretat de la frontera indo-tibetana de l'Índia a partir de la guerra sino-índia amb la República Popular de la Xina en 1962.

## Llista de disputes territorials de l'Índia i Nepal
- Susta
- Kalapani
- Lipulekh